# Caledanapis insolita
Espèce
Synonymes
- Pseudanapis insolitus Berland, 1924
- Anapogonia insolita (Berland, 1924)

Caledanapis insolita est une espèce d'araignées aranéomorphes de la famille des Anapidae.

## Distribution
Cette espèce est endémique de Nouvelle-Calédonie. Elle se rencontre sur le mont Ignambi et le mont Panié.

## Description
Le mâle holotype mesure 2,1 mm et la femelle paratype 1,6 mm.
Le mâle décrit par Platnick et Forster en 1989 mesure 1,98 mm et la femelle 1,78 mm.
L'espèce est très proche de Caledanapis pilupilu, dont elle se distingue par ses organes génitaux ; sa vulve possède une spermathèque longue et enroulée.

## Publication originale
- Berland, 1924 : Araignées de la Nouvelle-Calédonie et des iles Loyalty. Nova Caledonia. Zoologie, vol. 3, p. 159-255 (texte intégral).